# Pickensville
Pickensville est une municipalité américaine située dans le comté de Pickens en Alabama.
Selon le recensement de 2010, sa population est de 608 habitants. La municipalité s'étend sur 10,06 milles carrés (26,06 km2), dont 2,33 milles carrés (6,03 km2) d'étendues d'eau.
La localité est le siège du comté de Pickens dans les années 1820 et prend le nom de Pickens Courthouse. Renommée Pickens puis Pickensville, elle devient une municipalité en 1835.

## Démographie
| 1850 | 1880 | 1900 | 1910 | 1920 | 1970 |
| ---- | ---- | ---- | ---- | ---- | ---- |
| 276  | 264  | 241  | 214  | 158  | 132  |

| 1980 | 1990 | 2000 | 2010 | - | - |
| ---- | ---- | ---- | ---- | - | - |
| 132  | 169  | 662  | 608  | - | - |